# El mal querer
 (septembre 2018).
Albums de Rosalía
Los Ángeles
(2017) Motomami
(2022)
El mal querer (traduisible en français comme « L'amour mauvais ») est le deuxième album studio de la chanteuse Rosalía. Il sort le 2 novembre 2018. L'album est produit par El Guincho qui a aussi participé à la composition des chansons.

## Présentation
Présenté comme expérimental et conceptuel, l'album a pour thème une relation amoureuse toxique inspirée d'un roman anonyme occitan du XIVe siècle, Flamenca. 
La chanson Bagdad reprend en partie Cry Me a River de Justin Timberlake.
La chanson Que no salga la luna reprend le thème  Cielo Lindo de Cien Dificultades  de La Niña de los Peines
Les cinq premiers singles sont Malamente, Pienso en tu mirá, Di mi nombre, Bagdad et De aquí no sales.
Le 15 novembre 2018, Rosalía remporte deux Latin Grammy Awards avec la chanson Malamente dans les catégories Meilleure chanson alternative et Meilleure performance de fusion urbaine.

## Contexte et sortie
Fin avril 2018, Rosalia a publié une courte vidéo d'elle sur ses réseaux sociaux où elle parle de son nouvel album. Elle y dit : « Everything I have I am leaving it here; I'm in the red, I'm risking a lot. This project is what I've always wanted to do, I've been thinking for a long time about making an album like the one I'm going to release. The flamenco inspiration is still there but, at the same time, it is something else. » (en français : « Je laisse tout ce que j'ai ici ; Je suis dans le rouge ; Je risque beaucoup. Ce projet est ce que j'ai toujours voulu faire, je pense depuis longtemps à faire un album comme celui que je vais sortir. L'inspiration flamenco est encore là mais, en même temps, c'est quelque chose d'autre. » Trois jours après la sortie internationale de la chanson Brillo, composée par elle et en collaboration avec le chanteur J Balvin, la chanteuse espagnole annonce que son nouveau single sortira dans quelques jours. Le 29 mai 2018, Malamente est sorti.

## Liste des titres
| No  | Titre | Durée |
| --- | --- | ----- |
| 1.  | Malamente - Cap 1: Augurio (avec Antón Álvarez)                                                               | 2:29  |
| 2.  | Que no salga la luna - Cap 2: Boda (avec Las Negris, Nani Cortes, Los Mellis, Pablo Díaz Reiza et Juan Mateo) | 4:29  |
| 3.  | Pienso en tu mirá - Cap 3: Celos (avec Milagros et Los Mellis)                                                | 3:13  |
| 4.  | De aquí no sales - Cap 4: Disputa                                                                             | 2:24  |
| 5.  | Reniego - Cap 5: Lamento (avec Jesús Bola)                                                                    | 3:28  |
| 6.  | Preso - Cap 6: Clausura (avec Rossy de Palma)                                                                 | 0:40  |
| 7.  | Bagdad - Cap 7: Liturgia (avec le Chœur de L'Orfeó Catalá et Joan Albert Amargós)                             | 3:02  |
| 8.  | Di mi nombre - Cap 8: Éxtasis (avec Las Negris, Los Mellis, Pablo Díaz Reiza et Laura Boschetti)              | 2:42  |
| 9.  | Nana - Cap 9: Concepción                                                                                      | 3:17  |
| 10. | Maldición - Cap 10: Cordura                                                                                   | 2:55  |
| 11. | A ningún hombre - Cap 11: Poder                                                                               | 1:34  |

## Accueil
L'album a eu un accueil critique très positif. Un certain nombre de magazines ou de sites internet l'ont même intégré à des classements des meilleurs albums annuels[réf. nécessaire].

### Classements
| Magazine              | Rang | Liste                                              |
| --------------------- | ---- | -------------------------------------------------- |
| Billboard (Latin)     | 1    | The 20 Best Latin Albums of 2018: Critics' Picks   |
| Indiespot             | 1    | Los mejores discos de 2018                         |
| Jenesaispop           | 1    | Los mejores discos de 2018                         |
| Volkskrant            | 1    | Dit zijn de beste albums van 2018                  |
| Rolling Stone (Latin) | 2    | 10 Best Latin Albums of 2018                       |
| Internazionale        | 2    | I migliori album del 2018                          |
| The New York Times    | 6    | The 28 Best Albums of 2018                         |
| Pitchfork             | 6    | The 50 Best Albums of 2018                         |
| Dazed                 | 7    | The 20 Best Albums of 2018                         |
| NPR Music             | 8    | The 50 Best Albums of 2018 : NPR                   |
| Billboard             | 17   | Billboard's 50 Best Albums of 2018: Critics' Picks |

## Tournée
La chanteuse espagnole s'embarque dans sa première grosse tournée des festivals, le El Mal Querer Live, de mars à juillet 2019. La tournée commence le 29 mars 2019 à Buenos Aires, au festival Lollapalooza Argentina. Rosalia enchaîne ensuite le Chili, le Mexique, la République tchèque, la Belgique, le Portugal ou encore les États-Unis où elle se produit notamment aux festivals Coachella et Something in the Water. La chanteuse passe également par son pays d'origine, l'Espagne, où elle est attendue aux festivals Primavera Sound, O Son do Camiño, Noche Blanca, BBK Live et Doctor Music (ca). Rosalia fait également partie de l'édition 2019 du festival Glastonbury.